# 에이벨 목록

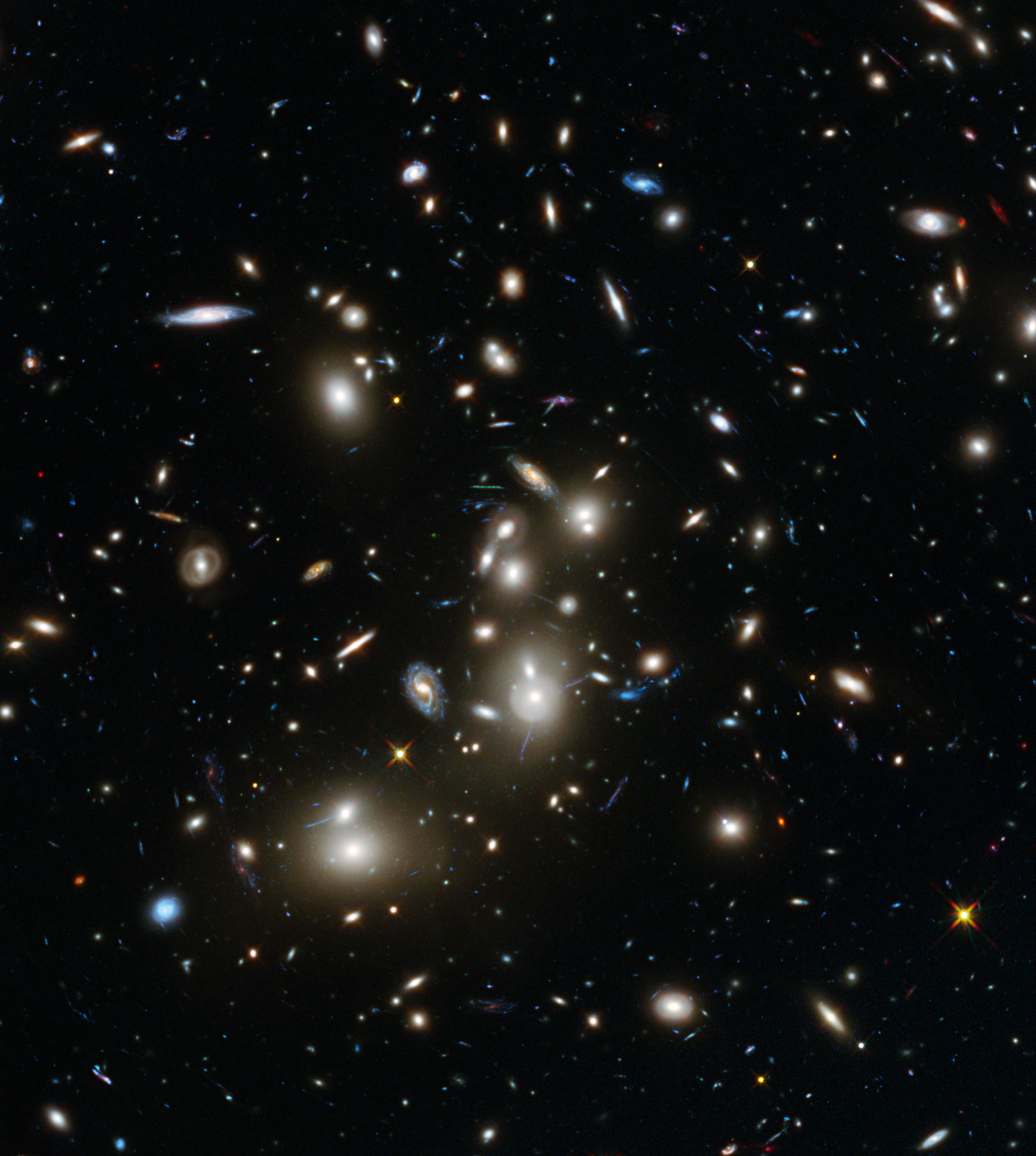
허블 프런티어 필즈로 바라본 에이벨 2744 은하단 (2014년 1월 7일)

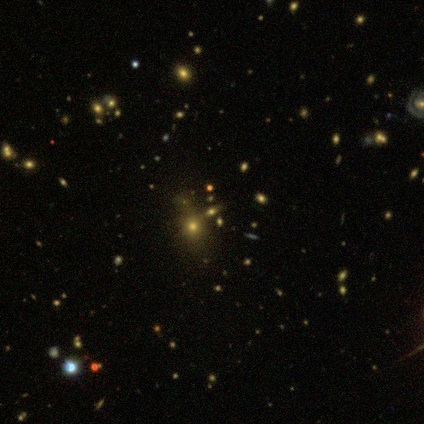
에이벨 1132

에이벨 목록 (Abell Catalog 또는 은하단에 관한 에이벨 목록 Abell Catalog of rich clusters of galaxies)은 명목상 적색편이 z ≤ 0.2인 은하단 4,073개를 수록하는 전천 목록이다. 이 목록은 원본이자 은하단 2,712개를 수록했던 조지 O. 에이벨의 1958년 "북부 탐사" Northern Survey를 증보한 것이다. 당초 탐사에서 천구의 남반구 지역이 누락되자 공동저자 해럴드 G. 코윈과 로널드 P. 올로윈이 에이벨 사후 "남부 탐사" Southern Survey를 착수하여 1,361개의 은하단을 추가하였다.
에이벨 목록이 수록하는 은하단들은 대구경 아마추어 망원경으로 딥 스카이 천체 관측에 도전하는 아마추어 천문학자들에게 흥밋 거리이다.

## 북부 탐사
부유은하단 2,712개를 수록하는 본래 목록은 조지 O. 에이벨 (1927-1983)이 1958년 캘리포니아공과대학에서 연구하던 때에 발표한 것이다. 에이벨의 Ph.D 학위논문의 일부였던 이 목록은 팔로마 전천탐사 (POSS)의 적색 103a-E 건판을 육안검사할 때 마련되었다. 그는 POSS 주요 관측자의 일원이었다. 같은 주요 관측자였던 A. G. 윌슨이 탐사 초기 단계에 POSS에서 만들어진 건판들을 일상적으로 검사하면서 에이벨을 도왔다. 에이벨은 탐사 목록을 완성한 이후에도 건판을 다시 검토하여 더욱 상세하게 검사했다. 그가 POSS와 북부 탐사를 조사할 때 사용했던 것은 3.5배율 렌즈였다.
은하단은 다음과 같은 기준 네 개를 만족해야 목록에 수록되었다.
- 부유도: 은하단은 등급 범위가 m3에서 m3+2 이내의 구성원 50개 이상인 분포를 가져야 한다. 여기서 m3이란 은하단에서 세번째로 밝은 은하의 등급이다. 그러나 양호한 마진이나 오차를 허용하기 위해 이 기준은 엄격하게 적용되지 않았다. 완성된 목록은 (에이벨이 통계학적인 연구를 수행할 때 배제되긴 했지만)구성원 50 이하인 은하단을 많이 수록하고 있었다. 에이벨은 은하단을 여섯개의 "부유도 분류군" richness group으로 나누었다. 주어진 은하단에서 등급이 m3에서 m3+2 사이인 은하의 개수에 따른 것이다.(목록 전체에서 은하단 당 이런 은하의 평균 개수는 64개였다)
  - 분류군 0: 은하 30–49개
  - 분류군 1: 은하 50–79개
  - 분류군 2: 은하 80–129개
  - 분류군 3: 은하 130–199개
  - 분류군 4: 은하 200-299개
  - 분류군 5: 은하 299개 이상

- 밀집도: 은하단은 중심으로부터 특정한 반경 이내에 50개 또는 그 이상의 구성원이 충분히 밀집되어 있어야 한다. 여기서 사용되는 반경은 "에이벨 반경" Abell radius이라 불리며, 1.72/z 분으로 정의된다. 여기서 z는 은하단의 적색편이, 또는 허블상수 H0 = 100 km s-1 Mpc-1일 때 1.5 h-1 Mpc로 정의된다. h는 무차원 척도변수로서, 보통 0.5와 1의 사잇값을 갖는다. h = H0/100이기 때문이다. 즉 에이벨 반경의 정확한 값은 변수 h의 값에 따라 결정된다. h = 0.75인 경우(H0 = 75 km s-1 Mpc-1), 에이벨 반경은 2 메가파섹이다. 이 값은 1958년에 에이벨이 산출한 값의 두 배에 달한다. 당시 H0는 180 km s-1 Mpc-1로 높게 측정되었기 때문이다.

- 거리: 은하단은 명목상 적색편이가 0.02에서 0.2 사이이다. 즉 후퇴속도는 6,000 km/s에서 60,000 km에 달한다. H0 = 180 km s-1 Mpc-1이라 가정하자. 그러면 각 적색편이값은 거리가 33 Mpc와 330 Mpc임을 의미한다. 그러나 오늘날 H0의 측정값(약 71 km s-1 Mpc-1)을 사용하면 에이벨의 상하한값은 실제로 85 Mpc와 850 Mpc에 위치한다. 목록의 은하단 다수가 이보다 더 먼 거리에 있는 것으로 보인다. 일부는 z = 0.4 (약 1,700 Mpc)에 이를 정도로 멀리 있다. 에이벨은 은하단을 10번째로 밝은 은하의 등급에 따라 일곱개의 "거리 분류군" distance group으로 나누었다.

- - 분류군 1: 13.3–14.0 등급
  - 분류군 2: 14.1–14.8 등급
  - 분류군 3: 14.9–15.6 등급
  - 분류군 4: 15.7–16.4 등급
  - 분류군 5: 16.5–17.2 등급
  - 분류군 6: 17.3–18.0 등급
  - 분류군 7: 18.0 등급 이상

- 은위: 우리 은하 속의 이웃별들이 차지하는 하늘은 항성밀도가 높은 이유로 연구에서 배제되었다. 성간차광으로 피하여 은하단을 명확하게 조사하기 위해서였다. 부유도 기준과 마찬가지로, 이 기준은 엄격하게 적용되지 않는다. 목록에 수록된 은하단 일부는 은하면에 있거나 가까이 위치해 있다. 그러한 은하단들은 다른 기준에 맞는 진짜배기 은하단이었기 때문이다.

원본 목록에서 은하단은 적경이 증가하는 순으로 목록에 기재되었다. 적경과 적위로 표현되는 적도좌표계는 1855년 분점 equinox of 1855 (본소천성표의 역기점)과 1900년 은하 좌표계를 기준으로 주어진 값이다.
또한 각 은하단은 다음과 같은 방식으로 수록되었다.
- 은하단의 세차율에 따라
- 은하단의 열번째로 밝은 구성원의 등급에 따라
- 은하단의 거리 분류군에 따라
- 은하단의 부유도 분류군에 따라

## 남부 탐사

에이벨 1758 은하단의 북부.

1958년 목록이 탐사한 하늘은 원본인 POSS 탐사의 남방 한계인 적위 -27˚의 북부 하늘에만 국한되었다. 후일에 이 문제와 다른 단점들을 해결하기 위해서 본 목록은 "남부 탐사"를 통해 본 목록이 수록하지 못했던 천구 남반구 부분의 부유은하단 목록을 추가함으로써 개정하고 증보하였다.
남부 탐사는 에이벨의 원본 북부 탐사 목록에 부유은하단 1,361개를 추가했다. 남부 탐사에는 남천탐사 Southern Sky Survey (SSS)의 장시간 노출 IIIa-J 건판을 사용했다. 이 사진건판들은 1970년대 오스트레일리아 사이드스프링 천문대의 1.2미터 구경 슈미트 망원경을 통해 촬영한 것이다. 에이벨은 1976년 연구년 기간 동안 에딘버러에서 탐사를 착수했다. 에이벨은 여기서 에딘버러 대학의 해럴드 G 코윈에게 도움을 받아, 그가 1981년에 텍사스 대학의 천문학과로 자리를 옮기기 전까지 함께 목록 수록 작업을 하였다. 그는 1983년에 탐사 작업의 대략 절반을 끝마치고 한 심포지엄에서 남부 탐사의 중간 과정을 담은 논문을 발표하였으나, 그로부터 한달 뒤 사망하여 목록을 완성하지 못하게 되었다. 그의 유작은 오클라호마 대학의 로널드 P 올로윈이 완성하여 1989년에 발표한다.
에이벨과 코윈은 3배율 광각 돋보기를 통해 에딘버러의 왕립천문대에 보관된 건판을 육안 분석하여 수록 작업을 했다. 반면 올로윈은 고품질 필름 사본을 7배율 렌즈를 사용한 육안 분석 방법과 백릿 디지타이저를 통한 자동 분석 방법으로 작업했다.
수록 기준은 에이벨의 북부 탐사에 쓰였던 기준과 동일했다. 남부 탐사 역시 "부유도"와 "거리"에 따라 분류한다. 하지만 당시 거리 등급은 밝기 등급이 아닌 적색편이에 대해 정의되었다. 상술한 것처럼 은하단에 밝은 은하가 최소한 30개가 포함되어 있을 경우에 (최소한 밝은 은하가 50개 이상인)진짜배기 부유은하단일 가능성이 완전히 배제되어 목록에 수록되지 않는다. 즉 남부 탐사는 2713번부터 4076번까지 에이벨이 본 목록을 수록할 때 창안했던 분류 체계를 유지하고 있는 셈이다.(A3028 = A3207, A3833 = A3832, A3897 = A2462는 중복 수록되었다) 적도좌표계는 은하좌표계가 1950년 적도좌표계를 기준으로 계산되는 1950년 및 2000년 분점을 기준으로 한다.
에이벨의 본래 목록은 개정 및 정정, 갱신 작업이 이루어져 1989년 증보판에 동봉되었다. 이 증보판은 남부 탐사로부터 본 목록에 수록될 정도로 풍부하지 않거나 너무 멀었던 은하단 1,174개에 대한 증보 목록이다.

## 서식
에이벨 은하단에 대한 표준 서식은 Abell X이다. 여기서 X는 1에서 4076까지 있다. 예를 들어 에이벨 목록의 1656번 천체는 Abell 1656이다.
다른 서식으로는 ABCG 1656, AC 1656, ACO 1656, A 1656 또는 A1656이 있다. 저자인 에이벨은 맨 마지막 서식을 사용했지만, 최근에는 ACO 1656이 전문 천문학자들이 선호하는 서식으로 Centre de Données astronomiques de Strasbourg(스트라스부르 천문자료센터)가 추천하는 서식이기도 하다.(SIMBAD 참고)

## 주요 은하단 목록
에이벨 목록에서 주목할 만한 은하단은 다음과 같다.
- 에이벨 S373, 화로자리 은하단
- 에이벨 426, 페르세우스자리 은하단
- 에이벨 1367, 사자자리 은하단
- 에이벨 1656, 머리털자리 은하단
- 에이벨 2151, 헤라클레스자리 은하단
- 에이벨 2744, 판도라의 은하단
- 에이벨 3526, 센타우루스자리 은하단

적색편이 z < 0.1인 에이벨 은하단의 약 10%가 실제로는 부유은하단이 아니며, 희박한 은하군이 겹쳐진 것이다. 극도로 크고 극도로 부유한 처녀자리 은하단은 에이벨 목록에서 제외되었다. 은하단이 하늘에서 차지하는 부분은 사진건판 하나로 담을 수 없을 정도로 넓기 때문이다.